# Buoy
Buoy er en dansk kortfilm fra 2005, der er instrueret af Ted Wallach efter manuskript af Jesper Laursen.

## Handling
Denne artikel mangler et handlingsreferat. Hjælp os med at skrive det.

## Medvirkende
- Robert Owczarek - Den gamle mand
- Søren S. Wichmann - Den unge mand
- Rune Klan - Barejer
- Kim Sønderholm - Barfly
- Jon Lange - Bartender
- Dorthe Damsgaard
- Anna Fabricius
- Kit Goetz
- Marie Cecilie Færch Mærsk
- Tanja Paik